# Schweinsgraben (Merkenfritzerbach)
Der Schweinsgraben ist ein gut fünf Kilometer langer linker Zufluss des Merkenfritzerbaches im hessischen Wetteraukreis.

## Geographie

### Verlauf
Der Schweinsgraben entspringt südwestlich des Gederner Stadtteils Ober-Seemen in einer Höhe von ungefähr 396 m ü. NN auf einer Wiese. Er läuft zunächst etwa vierhundert Meter in westlicher Richtung durch Grünland, durchquert dann ein kleines Nadelwäldchen und fließt danach durch Felder und Wiesen, wobei ihm auf seiner linken Seite zwei kleine Feldgräben zulaufen. Der Schweinsgraben unterquert nun die L 3184 (Weningser Straße) und wechselt dann südlich eines Basaltbruchs seine Richtung nach Südwesten.
Kurz nachdem er auf seiner linken Seite durch einen weiteren kleinen Feldgraben gestärkt wurde, durchläuft er den kleinen, am östlichen Rande eines Mischwaldes liegenden Schweinsgrabenweiher. Der Schweinsgraben bewegt sich dann am Südrand des Waldes durch Ackerland und zieht daraufhin durch den Soderwald, wobei er sich kurzfristig in zwei Arme teilt, die nach etwa vierhundert Metern wieder zusammenfließen.
Nachdem er den Wald hinter sich gelassen hat, erreicht ihn auf seiner linken Seite sein längster Zufluss. Der Schweinsgraben fließt dann wieder am Südrande des Waldes durch Äcker und Wiesen. Er erreicht nun den Ostrand des Hirzenhainer Ortsteils Merkenfritz und mündet kurz darauf schließlich nördlich der dortigen Liebfrauenstraße auf einer Höhe von etwa 273 m ü. NN von links in den Merkenfritzerbach.

### Flusssystem Nidder
- Fließgewässer im Flusssystem Nidder